# Sollach (Lappachtal)
Sollach ist ein Streuweiler im Lappachtal dessen Gehöfte als Gemeindeteile drei verschiedenen aufeinanderstoßenden Gemeinden angehören, dies sind der Markt Isen sowie die Gemeinden Lengdorf und Sankt Wolfgang im oberbayerischen Landkreis Erding. Die dortigen Einöden liegen circa eineinhalb Kilometer nordöstlich von Isen in den Gemarkungen Westach, Lappach und Lengdorf und sind über die Kreisstraße ED 10 zu erreichen.

## Lage

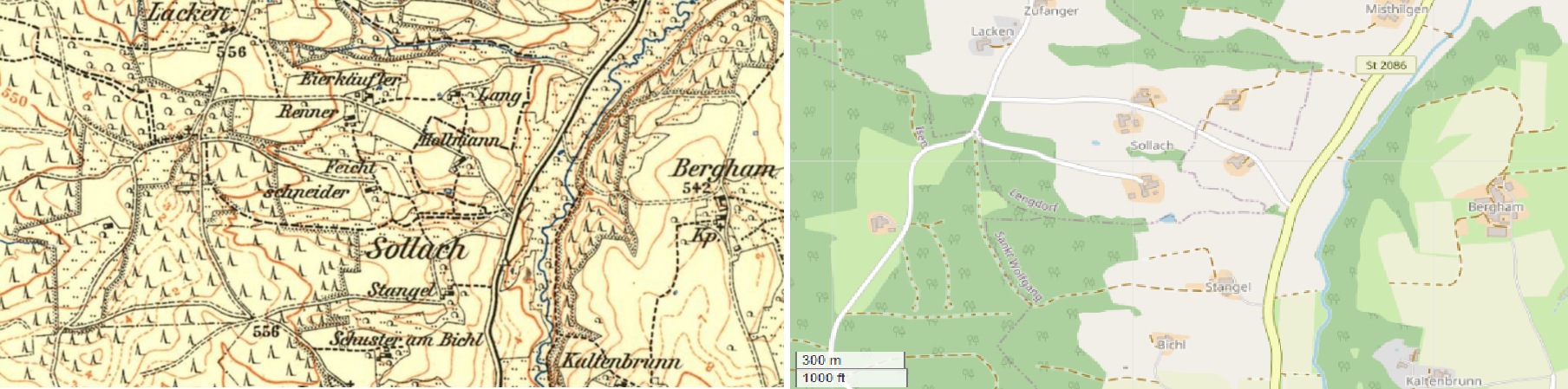
Sollach auf Karten von 1914 und 2023

Die sechs Höfe von Sollach liegen heute in folgenden drei Gemeinden:
| Foto | Name, 1914                           | Name, 2023                     | Gemeinde, 2023        |
| ---- | ------------------------------------ | ------------------------------ | --------------------- |
|      | Namenlose Exklave auf einer Lichtung | Sollach 1 84424 Isen           | Markt Isen            |
|      | Eierkäufer                           | Sollach 1 84435 Lengdorf       | Gemeinde Lengdorf     |
|      | Renner                               | Sollach 2 und 4 84435 Lengdorf | Lengdorf              |
|      | Lang                                 | Sollach 5 84435 Lengdorf       | Lengdorf              |
|      | Feicht                               | Sollach 6 84435 Lengdorf       | Lengdorf              |
|      | Hollmann                             | Sollach 2 84427 St. Wolfgang   | Gemeinde St. Wolfgang |

## Baudenkmäler

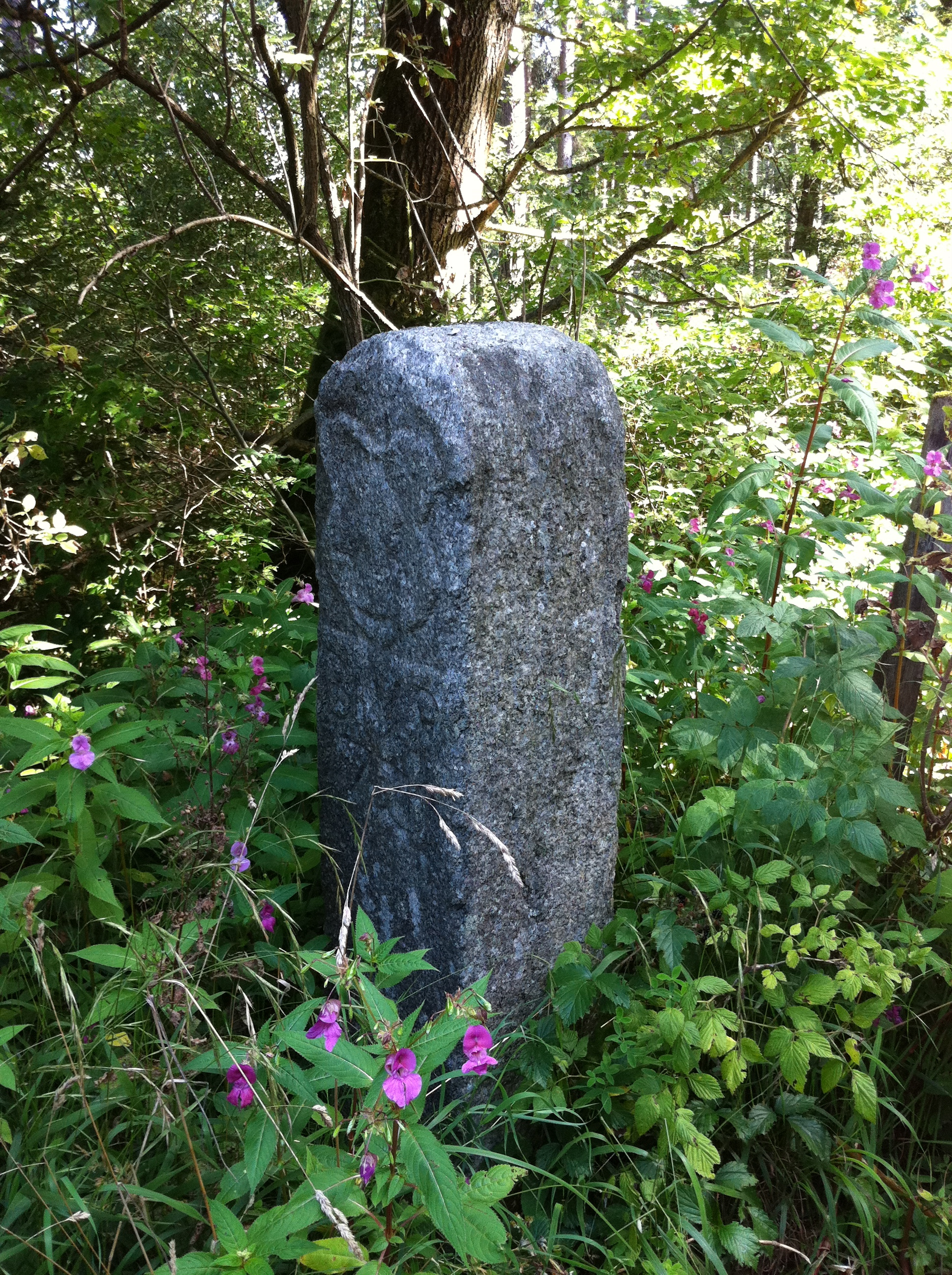
Dreiländerstein auf der Flur Sollach

Siehe: Liste der Baudenkmäler in Sollach

## Bevölkerungsentwicklung
Um 1820 gab es im Weiler am Sollach, der dem Landgericht Erding unterstand, 28 Einwohner in sieben Häusern. Die nahegelegene Einöde Stangel (am Sollach) mit vier Einwohnern in einem Haus unterstand damals dem Landgericht Wasserburg.
In der königlichen und privaten Waldung von Stollach bei Isen gab es um 1831 etwa 455 Tagwerk Nadelholz.
In Sollach  gab es 1871 acht Einwohner. In der Nachkriegszeit des Zweiten Weltkriegs stieg die Einwohnerzahl bis zum Jahr 1950 auf 45. Im Mai 1987 lebten dort elf Einwohner.
| Jahr                     | 1820 | 1871 | 1925 | 1950 | 1970 | 1987 |
| Einwohner (Isen)         |      | 4    |      | 6    | 15   | 6    |
| Einwohner (Lengdorf)     | 28   | 5    | 21   | 39   | 27   | 23   |
| Einwohner (St. Wolfgang) |      | 8    | 32   | 45   | 18   | 11   |